# Bella e bugiarda
Bella e bugiarda (A Kiss for Corliss) è un film statunitense del 1949 diretto da Richard Wallace.
Si tratta del sequel del film Non parlare, baciami (Kiss and Tell), uscito sempre per la regia di Richard Wallace nel 1945.